# M3 GMC
De M3 GMC, voluit 75 mm Gun Motor Carriage M3 was een Amerikaanse tankjager tijdens de Tweede Wereldoorlog.

## Geschiedenis
Vanwege de Duitse overwinning in West-Europa, waarbij ze veelvuldig gebruik maakten van tanks, erkende het Amerikaanse leger de behoefte om zich hiertegen te kunnen verdedigen. Het eerste model tankjager dat werd ontwikkeld was de M3 GMC (M3 Gun Motor Carriage), simpelweg een M3 Half-Track waarop een Amerikaanse versie van de Canon de 75 modèle 1897, een bekend Frans 75 mm kanon uit de Eerste Wereldoorlog was bevestigd. Het voertuig kreeg aanvankelijk de naam T12, maar nadat het zijn effectiviteit had bewezen en in productie werd genomen, werd de naam veranderd in 75 mm GMC M3. Er werden meer dan 2200 exemplaren gebouwd, tot april 1943. Hiervan werden er veel echter weer omgebouwd tot de standaard M3 Half-Track, voordat ze in gebruik waren genomen. Hierdoor werden slechts een kleine 850 exemplaren ingezet als tankjager. De bekendste variant was de GMC M3A1, die een andere montering voor het kanon gebruikte. Aanvankelijk was de M3 een standaard tankjager, maar vanaf 1944 werd het als verouderd beschouwd en grotendeels vervangen.
Het kanon had een bereik van circa 8400 meter en vuurde pantserdoorborende projectielen af, die door ruim 81 mm pantser kon boren. Daarnaast kon het High Explosive granaten afvuren tegen infanterie en ander niet-bepantserd materieel. Er konden 59 granaten worden vervoerd door de M3. De bemanning was bewapend met één geweer en vier karabijnen.

## Strijd
Vanwege de op handen zijnde oorlog met Japan werden er 75 M3's naar de Filipijnen verscheept, waar ze onderdeel werden van de 2nd Provisional SPM Brigade. De meesten hiervan werden voor ingezet tijdens de Slag om de Filipijnen. Vele werden buitgemaakt door de Japanners en in 1944 tegen de Amerikaanse troepen ingezet.
Tijdens de Campagne in Tunesië, in 1942-1943, was de M3 de meest gebruikte tankjager in Amerikaanse dienst en speelde het een prominente rol in onder andere de Slag om Kasserinepas en de Slag om El Guettar. Er gingen veel voertuigen verloren, maar Amerikaanse leger concludeerde dat dat kwam doordat ze niet op de juiste manier waren ingezet. Hierop werd de M3 opnieuw gebruikt als tankjager tijdens de Siciliaanse campagne. Hierna werden ze echter grotendeels uit de Europese tankjager bataljons gehaald en vervangen door de M10 Wolverine, die een draaibare toren had, een dikker pantser en tevens een groter en moderner kanon (76 tegenover 75 mm). De M3 werd als verouderd beschouwd en was niet meer inzetbaar tegen de sterke Duitse tanks. Hij werd echter nog wel krachtig genoeg beschouwd om de lichte Japanse tanks aan te kunnen, waarop de M3 veelvuldig werd ingezet in de Pacifische Oorlog tegen Japan. De meeste M3's werden ingedeeld bij compagnieën van het USMC (United States Marine Corps) en zagen onder andere actie tijdens de Slag om Saipan, Slag om Peleliu en de Slag om Okinawa.
Doordat de Japanners niet vaak gebruik maakten van tanks werd de M3 ook ingezet als gemechaniseerde artillerie, als vuursteun tegen de Japanse stellingen.
In 1945 werd de M3 ook bij het USMC uit dienst gehaald en vervangen door de M7 Priest.
Naast het Amerikaanse gebruik, waren er circa 170 M3 GMC's in gebruik bij het Britse leger, vanaf 1943. Deze gebruikten hem voornamelijk voor stafpersoneel als pantserwagen of bij tankeenheden als gemechaniseerde artillerie. De Britse voertuigen kregen, conform de Britse naamgeving, de benaming 75 mm SP, Autocar, en werden ingezet in Tunesië en Italië. Daarnaast was de M3 op een beperkte basis in dienst bij de Vrije Fransen en werden ze ingezet aan het Westfront.